# Monte Abuna Yosef
O Monte Abuna Yosef é uma montanha da Etiópia, com 4260 m de altitude e 1909 m de proeminência topográfica. Situa-se nas escarpas orientais do planalto da Etiópia. É a sexta montanha mais alta da Etiópia e a 19.ª da África. Tem isolamento topográfico de 131,61 km.